# Boerenmeisje met gele strohoed
Boerenmeisje met gele strohoed is een schilderij van de Nederlandse schilder Vincent van Gogh. Hij schilderde het werk eind juni 1890 in Auvers-sur-Oise. Het toont een jonge vrouw met een strohoed, zittend in een graanveld. De afmeting van het schilderij is 92 x 73 centimeter.
Van Gogh noemt het werk in een brief aan zijn broer Theo op 2 juli 1890. Hij maakte hierin een schetsje van het schilderij.
Het werk behoort tot de duurste schilderijen ter wereld. In oktober 2005 werd bekend, dat het schilderij samen met een werk van Gauguin ("De baders" uit 1898) door de Amerikaan Stephen Wynn, een ontwikkelaar van casino-complexen, was verkocht aan Steven A. Cohen. De miljardair, een hedgefonds-manager uit Connecticut, betaalde voor de twee doeken honderd miljoen dollar.
De vorige eigenaar, Wynn, had het werk in 1997 voor $ 47,5 miljoen gekocht. Daarmee behoorde het tot de dertig duurste schilderijen ooit verkocht.